# St. Margaretha (Duttenbrunn)
Die römisch-katholische Filialkirche St. Margaretha steht in Duttenbrunn, einem Ortsteil des Marktes Zellingen im unterfränkischen Landkreis Main-Spessart in Bayern. Das denkmalgeschützte Bauwerk hat einen ehemaligen romanischen Chor aus der zweiten Hälfte des 12. Jahrhunderts. 
Die Pfarrei ist eine Filiale der Pfarrgemeinde St. Georg und damit Teil der Untergliederung Zellingen des Pastoralen Raums Karlstadt im Dekanat Main-Spessart, Bistum Würzburg.

## Beschreibung
Der Saalkirchenbau befindet sich am Westrand des Ortes. Die älteste Bausubstanz des heutigen Gebäudes stammt noch von der um 1190 erbauten ersten Kirche an diesem Ort. Sie umfasst den eingezogenen, quadratischen Ostchor sowie den nordöstlichen Teil des alten Langhauses. Der restliche Teil des Langhauses wurde im späten 17. Jahrhundert erbaut.
In den Jahren 1844 bis 1846 erfolgte eine Erweiterung der Kirche durch den Anbau der Sakristei an der Chorsüdseite sowie den Neubau eines dreigeschossigen Turmes mit Pyramidenhelm an der Langhauswestseite nach Plänen der königlichen Bauinspektion Würzburg. Die Bauausführung übernahmen der Maurermeister Johann Strasser und der Zimmermeister Anton Eckert aus Mühlbach.
In den Jahren 1935/1936 wurde die Kirche unter Pfarrer Fritz Weisenberger erneut erweitert. Hierzu hatte sich 1910 eigens ein Kirchenbauverein formiert. Die Baumaßnahmen nach den Plänen von Eugen Altenhöfer aus Würzburg beinhalteten die Umgestaltung des Ostchors zur Kriegergedächtniskapelle sowie den Bau eines neuen Kirchenschiffs mit nach Süden gerichtetem Chor und Sakristei an dessen Ostwand. Die bisherige Sakristei an der Chorsüdseite sowie die südliche Langhauswand wurden hierzu abgebrochen. Der Baubeginn erfolgte am 13. Januar 1936, die Grundsteinlegung am 14. Juni 1936. Am 18. November 1936 wurde die St.-Margaretha-Kirche durch Bischof Matthias Ehrenfried wieder eingeweiht. Sein Wappen findet sich außen an der Nordwand der Kirche.
Im Laufe der Jahre unterzog sich die Kirche mehreren Renovierungen. Eine Außen- und Innenrenovierung fand 1964/65 statt. 1977 wurde eine Heizungsanlage installiert und der Kirchturm neu verschiefert. 1986 wurde die Kirche innen erneut renoviert, gefolgt von einer Neugestaltung des Kirchenaufganges im Jahr 1989. 1995 erfuhr das Kirchengebäude eine weitere Außenrenovierung sowie Holzschutzmaßnahmen an der gesamten Innenausstattung. Die Kirchenbänke wurden im Jahr 2000 erneuert und bieten Sitzplätze für 460 Personen.
Am 20. Juli, dem Festtag der Kirchenpatronin, wird jährlich das Pfarrfest in Duttenbrunn gefeiert.

## Ausstattung
Der Hochaltar, geschaffen von Georg Schäfer aus Karlstadt um 1775, zeichnet sich durch einen zweisäuligen Aufbau mit Durchgängen an beiden Seiten aus. Der Tabernakelaufbau ist mit einer Figur des Lamm Gottes gekrönt. Darüber befindet sich in zentraler Position ein Kruzifix, flankiert von zwei Putten auf den Säulen. Das Auge Gottes schmückt die Spitze des Hochaltars. Über den Durchgängen sind Figuren der Muttergottes mit Schwert (links) und des heiligen Johannes Evangelist (rechts) platziert. Eine Restauration des Hochaltars erfolgte 1936 durch Adolf Haselbrunner aus Würzburg.
Volksaltar, Ambo und Priestersitz aus Holz stammen von 1970. Im Chorbogen befindet sich auf der rechten Seite eine Figur der Kirchenpatronin Margareta von Antiochia mit einem Drachen aus dem 18. Jahrhundert. Die Langhausdecke ziert ein Stuckrelief mit dem Auge Gottes im Wolken- und Strahlenkranz.
Die beiden Seitenaltäre aus Holz wurden 1948 von Oskar Müller aus Heidingsfeld geschaffen. Der Marienaltar auf der Ostseite enthält ein Relief der Muttergottes in der Mitte, der westliche Josefsaltar ein Relief des Heiligen mit Jesuskind. Beide Seitenaltäre zeigen in mehreren kleineren Gemälden Szenen aus dem Leben des jeweiligen Heiligen.
Die steinerne runde Kanzel an einem Pfeiler der östlichen Langhausseite stammt aus dem Jahr 1938. Umgeben wird sie von Stuckreliefs der vier Evangelisten am Korpus. Über der Kanzel ist ein Schalldeckel aus Holz, gefertigt von Schreinermeister Josef Neubert aus Heidingsfeld, aus Holz mit geschnitzter Heiliggeisttaube von Heinrich Söller aus Schweinfurt angebracht.
Darüber hinaus finden sich verschiedene weitere Figuren in der Kirche. Zu diesen gehören an den Seitenwänden eine Figur des heiligen Wendelin aus dem 19. Jahrhundert und eine Herz-Jesu-Figur aus dem 20. Jahrhundert sowie unter der Nordempore zwei Figuren aus dem 18. Jahrhundert, die den heiligen Cyriakus und den heiligen Laurentius zeigen.
Umgeben wird der Kirchenraum von 14 gemalten Kreuzwegstationen aus dem 19. Jahrhundert.
Die Kriegergedächtniskapelle im ehemaligen Ostchor beherbergt eine marmorne Pietà, 1936 angefertigt von dem aus Duttenbrunn stammenden Kölner Bildhauer Alfons Droll. An der Nordwand befindet sich ein Sakramentshäuschen aus Sandstein. Gegenüber an der Südseite ist eine Steintafel mit den Namen der Gefallenen aus beiden Weltkriegen angebracht.
Der Kirchturm verfügt über drei Glocken.